# Oregodasys maximus
Oregodasys maximus is een buikharige uit de familie Thaumastodermatidae. Het dier komt uit het geslacht Oregodasys. Oregodasys maximus werd in 1927 voor het eerst wetenschappelijk beschreven door Remane. 